# As-Sajjid Muhammad as-Sajjid Dżafar
As-Sajjid Muhammad as-Sajjid Dżafar, Sayed Mohammed Jaffer Sabt Abbas (arab. السيد محمد السيد جعفر, ur. 25 sierpnia 1985) – bahrajński piłkarz grający na pozycji bramkarza w Nadi al-Muharrak ar-Rijadi i reprezentacji Bahrajnu.

## Kariera piłkarska
Jego pierwszym klubem był Nadi al-Malikijja. Grał w nim od 2004 roku. We wrześniu 2007 trafił do Nadi al-Muharrak ar-Rijadi.